# 立命館大学短期大学部
立命館大学短期大学部（りつめいかんだいがくたんきだいがくぶ）は、京都府京都市上京区広小路通寺町東入中御霊町410に本部を置いていた日本の私立大学である。1950年に設置され、1954年に廃止された。大学の略称は立命館短大。

## 概要

### 大学全体
- 京都府京都市上京区に所在した日本の私立短期大学で、設置主体は学校法人立命館[1]。
- 国内で最初に認可された短期大学149校[注 3]の1校として、1950年に昼間部1学科夜間部4学科体制で開学した[2]。
- しかし「当初の予想に反し志望者の数も少なく、発展性の見込がない」との理由で1952年度の入学生を最後に学生募集を停止し[3]、その2年後に廃止された[4]。

### 建学の精神（校訓・理念・学是）
- 立命館大学を参照。

### 学風および特色
- 勤労の傍らで学業に勤しむ人々のために、夜間部が置かれていた[5]。

## 沿革
- 1949年
  - 10月 文部省[注釈 2]に短期大学[注 4]の設置認可に関する申請を行う[注 5]。なお、学科・専攻は以下の通りとなっている[注 6]。
    - 法制学科 
      - 第一部 入学定員50
      - 第二部 入学定員50

    - 商学科
      - 第一部 入学定員50
      - 第二部 入学定員50

    - 文学科第二部
      - 国語専攻 入学定員30
      - 英語専攻 入学定員30

    - 工学科 
      - 応用化学専攻
        - 第一部 入学定員40
        - 第二部 入学定員35

      - 電気工学専攻
        - 第一部 入学定員40
        - 第二部 入学定員35

      - 機械工学専攻
        - 第一部 入学定員40
        - 第二部 入学定員35

      - 土木工学専攻 入学定員35
- 1950年
  - 3月14日 左記を以て短期大学の設置が文部省[注釈 2]より認可される[11]。
  - 4月1日 左記を以て立命館大学短期大学部が以下の学科体制にて開学する[注 7]。
    - 法制学科→法政科
      - 第一部 入学定員50→不認可
      - 第二部 入学定員50→変更なし

    - 商学科
      - 第一部 入学定員50→不認可
      - 第二部 入学定員50→変更なし

    - 文学科第二部→文科
      - 国語専攻 入学定員30→変更なし
      - 英語専攻 入学定員30→変更なし

    - 工学科→工科
      - 応用化学専攻
        - 第一部 入学定員40→変更なし
        - 第二部 入学定員35→変更なし

      - 電気工学専攻
        - 第一部 入学定員40→変更なし
        - 第二部 入学定員35→変更なし

      - 機械工学専攻
        - 第一部 入学定員40→変更なし
        - 第二部 入学定員35→変更なし

      - 土木工学専攻第二部 入学定員35→変更なし
- 1951年
  - 4月1日 以下の学科について、この年度で学生募集を最終とする[注 8]。
    - 工科第一部、第二部各課程の全専攻
    - 文科英語専攻第二部
- 1952年
  - 4月1日 この年度をもって短期大学自体の学生募集が最終となる[3]。
- 1954年
  - 12月22日 左記をもって正式に廃止となる[15]。

## 基礎データ

### 所在地
申請書
- 広小路学舎（京都市上京区広小路通寺町東入中御霊町410）
- 等持院学舎（現在の衣笠キャンパス）
- 北大路学舎（立命館高校の所在地）

1951年度の「入学案内」
- 広小路通寺町東入（法政科・商科）
- 河原町通広小路南入（文科）
- 等持院北町（工科）

### 象徴
- 立命館大学を参照。

## 教育および研究

### 組織

#### 学科
- 法政科第二部 入学定員50名[注釈 4]
- 商科第二部 入学定員50名[注釈 4]
- 文科第二部
  - 国語専攻 入学定員30名[注釈 4]
  - 英語専攻 入学定員30名[注釈 5]
- 工科
  - 応用化学専攻
    - 第一部 入学定員40名[注釈 5]
    - 第二部 入学定員35名[注釈 6]

  - 電気専攻
    - 第一部 入学定員40名[注釈 6]
    - 第二部 入学定員35名[注釈 6]

  - 機械専攻
    - 第一部 入学定員40名[注釈 6]
    - 第二部 入学定員35名[注釈 6]

  - 土木専攻第二部 入学定員35名[注釈 6]

#### 専攻科
- なし

#### 別科
- なし

### 取得資格及び免許
- 中学校教諭二級免許状
  - 国語 文科国語専攻
  - 英語 文科英語専攻
  - 社会 法政科、商科
  - 数学 工科電気工学専攻第一部・第二部、機械工学専攻第一部・第二部、土木工学専攻第二部
  - 職業 商科、工科応用化学専攻第一部・第二部、電気工学専攻第一部・第二部、機械工学専攻第一部・第二部、土木工学専攻第二部
- 高等学校教諭仮免許状
  - 国語 文科国語専攻
  - 英語 文科英語専攻
  - 社会 法政科、商科
  - 数学 工科電気工学専攻第一部・第二部、機械工学専攻第一部・第二部、土木工学専攻第二部
  - 商業 商科
  - 工業 工科応用化学専攻第一部・第二部、電気工学専攻第一部・第二部、機械工学専攻第一部・第二部、土木工学専攻第二部

## 大学関係者と組織

### 大学関係者
- 末川博：立命館大学と兼任。

## 対外関係

### 系列校
- 立命館大学
- 立命館中学校・高等学校

## 関連サイト
- ＜懐かしの立命館＞立命館大学短期大学部(立命館短期大学) - 立命館 史資料センター準備室（旧・立命館百年史編纂室）